# 2024년~2025년 조지아 시위
2024년~2025년 조지아 시위는 2024년 10월 28일, 10월 26일 의회 선거의 예비 공식 결과가 발표된 후 조지아에서 시위가 시작된 것이다. 비지나 이바니슈빌리가 이끄는 조지아의 꿈-민주 조지아가 결과에 따라 의회에서 과반수 의석을 차지했다. 시위대는 선거가 사기였다고 주장하며 재검표와 재선거를 요구했다.
선거 결과에 대한 일련의 일반 항의와 법적 항의와 그 후 몇 달 동안 일어났고, 여당이 선거 공약과 달리 2028년 말까지 유럽 연합 가입 절차를 "중단"하겠다고 발표한 11월 28일에 확대되었다. 이 결정은 조지아인들이 EU를 매우 신뢰한다는 배경에서 내려졌다.
경찰과 여당 계열의 폭력 집단이 시위대와 언론인을 상대로 광범위한 폭력과 고문을 가했다. 소셜 미디어에 유포된 증거에 따르면 티투슈키가 폭력을 행사했다는 것이다. 조지아 공공 대리인은 시위대에게 의도적으로 가한 부상의 유형과 심각성은 "고문 행위에 해당한다"고 밝혔다.
2025년 2월 13일, 유럽 의회는 유럽 연합이 의회 및 대통령 선거의 결과를 합법적인 것으로 인정하지 않는다는 결의안을 통과시켰다. 또한 유럽 의회는 민주주의 과정을 훼손하는 데 연루된 조지아의 고위 관리들과 비지나 이바니슈빌리에 대한 제재를 촉구했다.